# Manja Schüle
Manja Schüle, geborene Orlowski (* 4. August 1976 in Frankfurt (Oder), DDR) ist eine deutsche Politikerin (SPD). Sie ist seit 2019 Ministerin für Wissenschaft, Forschung und Kultur des Landes Brandenburg. Von 2017 bis 2019 war sie Mitglied des Deutschen Bundestages. Seit 2024 ist sie Abgeordnete im Landtag Brandenburg.

## Leben
Manja Schüle wurde am 4. August 1976 in Frankfurt (Oder) geboren und wuchs dort auf. 1996 zog sie nach Potsdam. Sie studierte an der Universität Potsdam und schloss dort 2006 ihr Studium der Politikwissenschaft als Promotionsstipendiatin der Friedrich-Ebert-Stiftung mit einer Dissertation über politische Bildung zum Dr. rer. pol. ab.
Von 1997 bis 2006 war sie Mitarbeiterin von Ingrid Siebke (MdL), Christel Redepenning (MdL) und Norbert Glante (MdEP). Von 2007 bis 2008 war sie Lehrbeauftragte an der Universität Potsdam am Lehrstuhl von Werner Jann. Gleichzeitig arbeitete sie von 2006 bis 2009 als Referentin für Bildung, Jugend und Sport bei der SPD-Landtagsfraktion Brandenburg. 2009 wurde sie Büroleiterin von Minister Günter Baaske im Ministerium für Arbeit, Soziales, Frauen und Familie des Landes Brandenburg und blieb auch dessen Büroleiterin, als Baaske 2014 Minister für Bildung, Jugend und Sport in Brandenburg wurde.
Manja Schüle ist verheiratet. Sie lebt in Potsdam-Babelsberg und ist Mutter eines Kindes.

## Politik
Manja Schüle engagierte sich seit 1996 bei den Jusos, der Jugendorganisation der Sozialdemokratischen Partei Deutschlands. Unter anderem war sie in Brandenburg stellvertretende Landesvorsitzende der Jusos und aktiv in der Juso-Hochschulgruppe an der Universität Potsdam. Mitglied der SPD ist Manja Schüle seit 1998. Seit 2011 ist Manja Schüle beratendes Mitglied des Landesvorstandes der SPD Brandenburg – unter anderem einige Jahre seit 2011 als Landesvorsitzende der Arbeitsgemeinschaft für Bildung in der SPD AfB in Brandenburg. Von 2008 bis 2012 war Manja Schüle Stadtverordnete der Landeshauptstadt Potsdam. Aus beruflichen Gründen verzichtete Manja Schüle im Jahr 2012 auf ihr Mandat als Stadtverordnete und wurde daraufhin als sachkundige Einwohnerin in den Ausschuss für Bildung und Sport berufen, dem sie bis zur Kommunalwahl 2014 angehörte.
Nach einem parteiinternen Auswahlverfahren wurde Manja Schüle am 26. September 2016 bei einer Wahlkreisdelegiertenkonferenz als Direktkandidatin der SPD für die Wahl zum Deutschen Bundestag im Bundestagswahlkreis Potsdam – Potsdam-Mittelmark II – Teltow-Fläming II nominiert. Bei der Bundestagswahl am 24. September 2017 gewann sie das Direktmandat mit 26,1 % der Erststimmen. Schüle war ordentliches Mitglied im Ausschuss für Bildung, Forschung und Technikfolgenabschätzung des Deutschen Bundestages und stellvertretendes Mitglied im Ausschuss für Wirtschaft und Energie sowie der Enquete-Kommission „Künstliche Intelligenz – Gesellschaftliche Verantwortung und wirtschaftliche, soziale und ökologische Potenziale“.
Am 20. November 2019 wurde sie zur Ministerin für Wissenschaft, Forschung und Kultur des Landes Brandenburg im Kabinett Woidke III ernannt. Ihr Bundestagsmandat legte sie daraufhin am 2. Dezember nieder. Nachrückerin war Sylvia Lehmann.
Bei der Landtagswahl in Brandenburg 2024 errang Manja Schüle im Landtagswahlkreis Potsdam I mit 34,4 % der Erststimmen das Direktmandat und zog in den Landtag ein.
Am 11. Dezember 2024 wurde sie im Kabinett Woidke IV erneut zur Ministerin für Wissenschaft, Forschung und Kultur des Landes Brandenburg im Kabinett ernannt.

## Soziales Engagement
Manja Schüle ist Mitglied des Vorstands der Friedrich-Ebert-Stiftung (FES) sowie Senatorin der Max-Planck-Gesellschaft. Zudem ist sie Mitglied des politischen Beirats des Wirtschaftsforums der SPD sowie der Deutschen Parlamentarischen Gesellschaft (DPG).
Gesellschaftlich engagiert sich Manja Schüle im Rahmen ihrer Mitgliedschaften bei der Arbeiterwohlfahrt (AWO), der IG-Metall, der Deutschen Vereinigung für politische Bildung (DvpB), im Verein Neues Potsdamer Toleranzedikt e. V. sowie als Jurymitglied des Regine-Hildebrandt-Preises der SPD.
Darüber hinaus ist Manja Schüle Gründungsmitglied des Lokalen Bündnisses für Familien Potsdam Nord-West und Mitglied der Sozialdemokratischen Gemeinschaft für Kommunalpolitik (SGK), der Deutsch-Israelischen Gesellschaft (DIG), der Universitätsgesellschaft Potsdam e. V. und des Fördervereins des Potsdam Museums.

## Publikationen
- Orlowski, Manja und Kaufmann, Tobias (Hrsg.): „Ich würde mich auch wehren...“ Antisemitismus und Israelkritik nach Möllemann. (Aufsatzsammlung), Weber, Potsdam 2002, ISBN 3-936130-04-3.
- Orlowski, Manja: Das Unterrichtsfach „Politische Bildung“ in Brandenburg – Eine qualitative und quantitative Studie. Logos Verlag, Berlin 2006, ISBN 978-3-8325-1231-6 (zugleich Dissertation an der Universität Potsdam).